# Inacustico D.O.C. & More
| Recensione | Giudizio |
| ---------- | -------- |
| Rockol     |          |

Inacustico D.O.C. & More è una raccolta del cantautore italiano Zucchero Fornaciari, pubblicata il 14 maggio 2021 dalla Polydor Records.

## Descrizione
Si tratta del primo album in versione acustica del cantante e contiene una selezione di brani tratti sia dall'album D.O.C. del 2019 che altri brani portati al successo dall'artista durante la sua carriera. La copertina del disco è stata realizzata da Paolo De Francesco da una foto di Daniele Barraco e ritrae Zucchero in primo piano.
Per promuovere la raccolta l'artista ha intrapreso l'Inacustico Tour nel medesimo anno.

## Tracce
CD 1
1. Spirito nel buio (Acoustic Version) – 3:39
2. Soul Mama (Acoustic Version) – 3:27
3. Cose che già sai (feat. Frida Sundemo) (Acoustic Version) – 4:05
4. Testa o croce (Acoustic Version) – 4:08
5. Freedom (Acoustic Version) – 4:03
6. Vittime del Cool (Acoustic Version) – 3:36
7. Sarebbe questo il mondo (Acoustic Version) – 4:08
8. La canzone che se ne va (Acoustic Version) – 4:51
9. Badaboom (bel paese) (Acoustic Version) – 3:17
10. Tempo al tempo (Acoustic Version) – 3:50
11. Nella tempesta (Acoustic Version) – 3:26
12. My Freedom (Acoustic Version) – 4:03
13. Someday (Acoustic Version) – 3:36
14. Don’t Let it Be Gone (feat. Frida Sundemo) (Acoustic Version) – 4:06

CD 2
1. Voci (Acoustic Version) – 3:44
2. Il suono della domenica (Acoustic Version) – 3:36
3. Blu (Acoustic Version) – 5:12
4. È un peccato morir (Acoustic Version) – 3:40
5. Dindondio (Acoustic Version) – 4:20
6. L’amore è nell’aria (Acoustic Version) – 3:32
7. È delicato (Acoustic Version) – 3:30
8. Ci si arrende (Acoustic Version) – 3:56
9. Wonderful Life (Acoustic Version) – 5:15
10. Love Is All Around (Acoustic Version) – 4:08
11. Hai scelto me (Acoustic Version) – 2:27

## Formazione
- Zucchero – voce, pianoforte, chitarra acustica, chitarra elettrica, organo, organo Hammond, tastiera, Farfisa, piatto, mellotron
- Frida Sundemo – voce in Cose che già sai e Don’t Let it Be Gone
- Max Marcolini – chitarra acustica, chitarra elettrica, bouzouki, armonica, pedal steel guitar, programmazione

## Successo commerciale
Nonostante l'andamento in Classifica FIMI Album sia valutato come raccolta a sé stante, le vendite sono state accorpate a quelle di D.O.C..

## Classifiche
| Classifica (2021) | Posizione massima |
| ----------------- | ----------------- |
| Austria           | 15                |
| Croazia           | 31                |
| Germania          | 94                |
| Italia            | 7                 |
| Svizzera          | 10                |